# Whisky

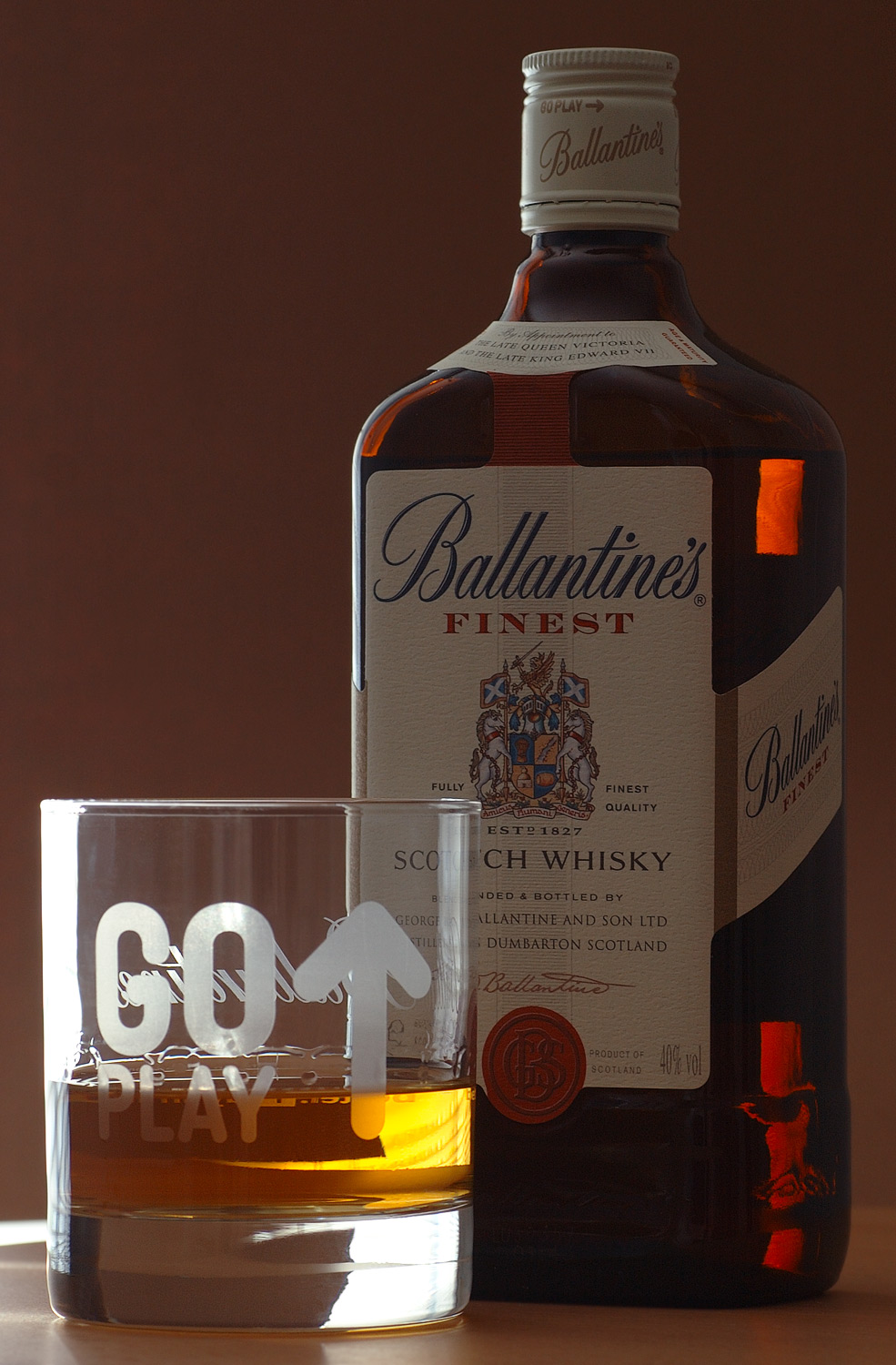
Scotch whisky

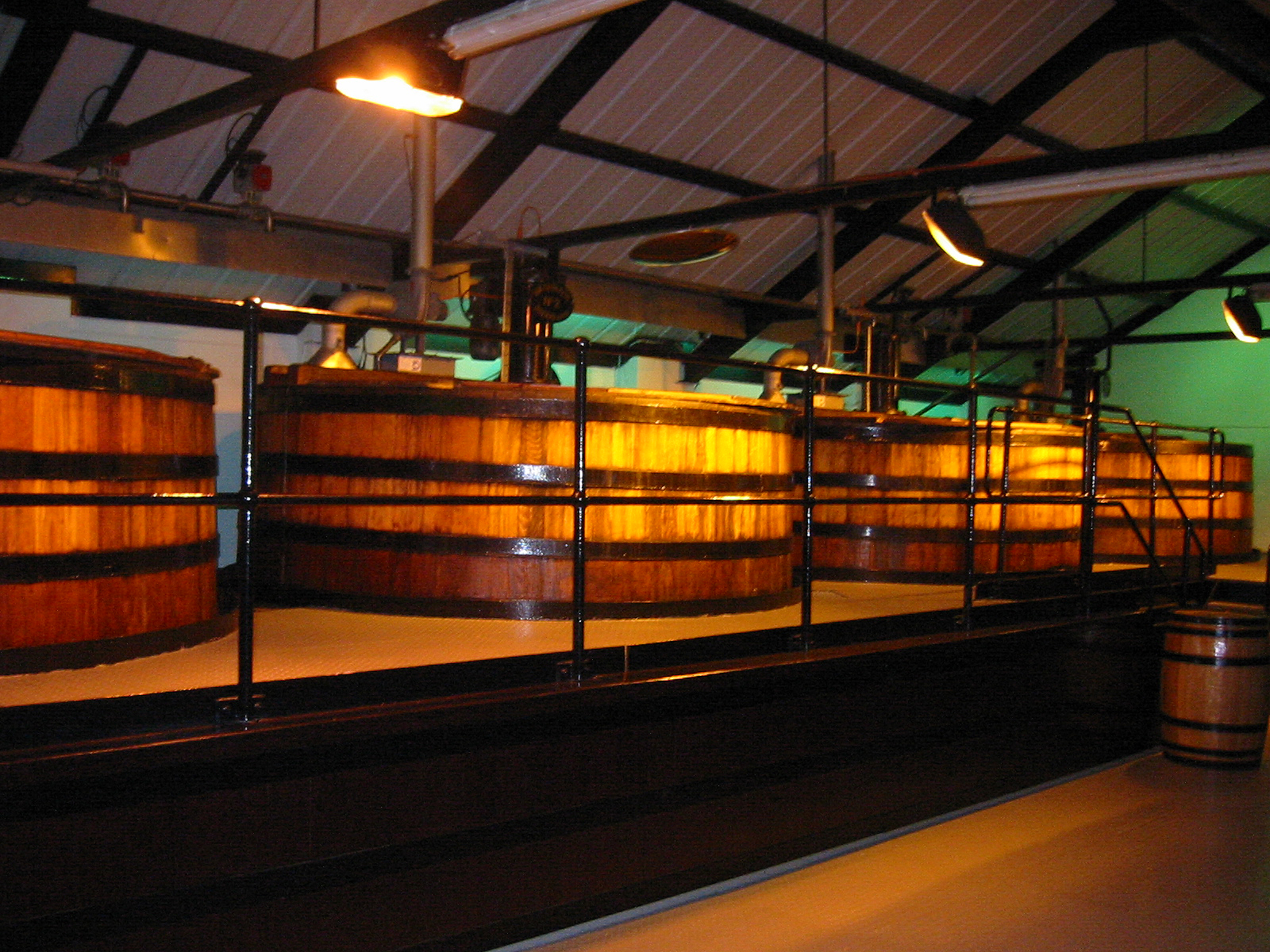
Destil·leria de whisky escocès

El whisky (del llatí aqua vitae, aigua de vida per mitjà del gaèlic uisce beatha) és una beguda originària d'Irlanda i Escòcia. Prové de la destil·lació de mosts d'ordi, sègol, civada o altres cereals maltats i dessecats sobre foc de torba. Té entre 40°-60º de graduació.
El primer escrit sobre el whisky data de 1405 a Irlanda, on era destil·lat pels monjos. Va ser menciona també a Escòcia. Tot i que el whisky es pensava que ja existia des de fa centenars d'anys, pero on i quan va ser destil·lat per primera vegada és desconegut. Degut a la poca informació que es té sobre aquest aspecte, fa que l'origen d'aquesta beguda sigui incert.
La característica principal que fa un whisky diferent a un altre és la fermentació, la destil·lació i l'envelliment a la fusta.

## Etimologia
La paraula whisky (o whiskey) és una anglicització de la paraula en gaèlic clàssic uisce (o uisge) que significa "aigua" (ara escrit com a uisce en irlandès modern, i uisge en gaèlic escocès). Aquesta paraula gaèlica comparteix el seu orígens amb el germà "aigua" i l'eslau "voda" del mateix significat. L'alcohol destil·lat era conegut en llatí com a aqua vitae ("aigua de vida"). Això va ser traduït a l'irlandès antic com a uisce beatha, que es va convertir en uisce beatha (pronunciació irlandesa: [ˈɪʃcə ˈbʲahə]) a irlandès i uisge beatha [ˈɯʃkʲə ˈbɛhə] en gaèlic escocès. Les primeres formes de la paraula en anglès inclouen uskebeaghe (1581), usquebaugh (1610), usquebath (1621) i usquebae (1715).

### Noms i grafies
S'utilitzen molt de les dues grafies de la paraula: whisky i whiskey. Hi ha dues escoles de pensament sobre el tema. Un és que la diferència ortogràfica és simplement una qüestió de convenció lingüística regional per a l'ortografia d'una paraula, cosa que indica que l'ortografia varia segons el públic al qual es dirigeix o el rerefons o les preferències personals de l'escriptor (com la diferència entre color i colour o recognize i recognise), i l'altra és que l'ortografia ha de dependre de l'estil o l'origen de l'esperit que es descriu. Hi ha un acord general que quan es cita el nom propi imprès en una etiqueta, no s'ha d'alterar-ne l'ortografia.
Se sol escriure whiskey quan es parla de la varietat irlandesa o estatunidenca i "whisky" (sense e) en la resta de procedències. Als EUA, l'ús no sempre ha estat coherent. Des de finals del segle XVIII fins a mitjans del segle xx, els escriptors nord-americans van utilitzar les dues grafies de manera intercanviable fins a la introducció de les guies d'estil dels diaris. Des de la dècada de 1960, els escriptors nord-americans han utilitzat cada cop més "whiskey" com a grafia acceptada per a les begudes alcohòliques de grans envellits fetes als EUA i "whisky" per a les begudes alcohòliques de grans envellides fetes fora dels EUA. Tanmateix, algunes marques americanes destacades, com ara George Dickel, Maker's Mark i Old Forester (tots fets per diferents empreses), utilitzen l'ortografia whisky a les seves etiquetes, i els Estàndards d'identitat per a begudes alcohòliques, les regulacions legals per a begudes alcohòliques als EUA, també utilitzen l'ortografia whisky a tot arreu.

## Història
És possible que la destil·lació fessin servir els babilonis a Mesopotàmia en el II mil·lenni a. C., per produir perfums.
Hi ha certesa que la destil·lació era coneguda pels grecs d'Alexandria en el segle i, però no era usada per produir alcohol. Aquesta tecnologia va ser traspassada pels àrabs als llatins durant l'Edat Mitjana, i els primers registres en llatí són de començaments del segle xii.
De tota manera, la cultura celta sabia com destil·lar ordi i sègol, i el beuratge obtingut era considerat un regal dels seus déus que revivia als morts i escalfava durant el cru hivern. En realitat, a gaèlic, el whisky s'anomena «Uisge Beatha» o «aigua de vida». Un escrit de 1494 (encara que el whisky és molt més antic que això) descriu com va ser destil·lat a Escòcia quan el frare John Cor va obtenir aproximadament 6 faneques de malta, el que equival a 1500 ampolles. Inicialment, es va distribuir a la població com una medicina i, de fet, l'«aigua de vida» es va reservar per al rei Jaume IV quan va anar a Inverness el setembre de 1506; d'altra banda, els primers registres d'una destil·leria daten de 1690 quan es va esmentar la destil·leria Ferintoch de Forbes de Culloden.
En els  i segle xviii el whisky barat s'usava per preservar els cossos destinats a la dissecció. El Parlament i l'Església volien controlar els hàbits dels bevedors i a causa d'això el 1579 es va promulgar una llei que va intentar erradicar la beguda durant els diumenges, però el 1780 es van incrementar els impostos sobre el vi, per la qual cosa la popularitat i la demanda del whisky va augmentar. Durant 1786 i 1788 impostos addicionals es van carregar al preu del whisky escocès i, amb això, el negoci dels contrabandistes va continuar i la seva astúcia era enorme: per exemple, Mark Eunson, membre de l'Església Presbiteriana a les illes d'Orkney (Òrcades), el guardava al púlpit. Finalment, el 1823 el parlament va aprovar una llei mitjançant la qual es van donar llicències a totes les destil·leries. Les destil·leries legítimes van augmentar i cap a 1860 el comerç il·legal es va reduir a un nivell insignificant i molts contrabandistes van tornar als seus treballs ordinaris.
A mitjan segle xix els escocesos van començar a barrejar el seu whisky de malt amb whisky de gra més lleuger i barat. Va ser Andrew Usher i Cía. qui el 1850 va produir el primer whisky de barreja; mentre que el whisky americà va ser fundat amb la tecnologia i el saber dels primers colons escocesos i avui dia hi ha destil·leries al voltant del planeta.

## Classificació
Els diferents tipus de whisky es caracteritzen principalment pels anys que han estat al barril o si aquest abans havia contingut vi de Porto, xerès o Bourbon, però sobretot solen categoritzar-se segons la seva composició de la següent manera:
- Whisky de malt: elaborat principalment de ordi maltat,[13] és tradicionalment destil·lat en alambins de coure amb forma de ceba. Depenent de l'origen del malt, aquests s'anomenen:
  - Single Malt: és un whisky elaborat exclusivament amb ordi maltat en una única destil·leria. Normalment, el nom del whisky coincideix amb el nom de la destil·leria i, tret que estigui descrit com a single cask, es tracta d'una barreja de diferents barrils que garanteixen l'homogeneïtat del producte. Quan un whisky és molt popular de vegades es comercialitza una versió sense diluir i, per tant, amb més graduació alcohòlica que s'anomena Cask strength (literalment força de bota).
  - Vatted malt: és una barreja de whiskies de diferents destil·leries però només de malt. Si un whisky és etiquetat només com a malt' és gairebé segur que serà un vatted malt. De vegades també se'l coneix com a pure malt quan una mateixa empresa utilitza whisky de diferents destil·leries de la seva propietat per suportar la demanda d'un producte sota el mateix nom.
- Whisky de gra: fet a partir de ordi sense maltar, blat de moro i un altre tipus de cereals, sent també possible el maltat. Se sol destil·lar en alambí de destil·lació contínua o columnes de destil·lació (Coffey stills).
- Blended whisky o whisky barrejat: és una barreja dels dos anteriors. Amb la proliferació de les columnes de destil·lació, alguns comerciants a Escòcia van començar a barrejar el seu whisky de malt més jove i fort amb whiskies suaus de gra (normalment de blat de moro) per obtenir un producte de qualitat acceptable a un preu més assequible. Amb el temps, alguns d'aquests comerciants van aconseguir establir els seus productes al mercat augmentant la qualitat per oferir productes que poguessin competir amb els whiskies de malta.

Els whiskies no maduren a l'ampolla, només al barril, de manera que l'edat d'un whisky és el temps entre destil·lació i embotellament. Això reflecteix la interacció entre el barril i el whisky, canviant la seva composició química i el seu sabor. Els whiskies que han estat molts anys en ampolla solen tenir més valor, encara que no són més vells ni necessàriament millors que un whisky recentment madurat en bóta per un temps similar. Per a l'elaboració de whiskies prémium s'utilitzen algunes de les bótes més úniques que existeixen i que són seleccionades a mà, triades per la seva gran qualitat, caràcter i sabor i que donen lloc a whiskies únics.

## Elaboració
El procés d'elaboració del whisky comença amb el maltatge, consistent a humitejar els cereals amb aigua perquè comenci a germinar. Així, es produeix el sucre que en fermentar-se es transforma en alcohol. Un cop germinada i destil·lada, s'asseca en forns especials. Completada la fermentació s'obté un líquid espumós similar a la cervesa en filtra el most. El filtrat, la brisa de malt s'utilitza com pinso, tot i que es desenvolupen noves aplicacions per profitar aquest residu. De fet, aquest era l'aspecte de la cervesa antigament, abans que s'introduís el costum d'afegir llúpol i de refinar el procés.
Aquest líquid es destil·la dos cops a Escòcia, però tres a Irlanda. El producte resultant és un licor incolor d'alta graduació a què només cal envellir-se per sortir al mercat com a whisky. Tres anys és el període mínim que la llei britànica exigeix perquè mereixi aquest nom, però la qualitat del producte millora notablement allargant aquest període.
L'envelliment tradicional se sol dur a terme en bótes de roure, que provenen dels excedents nord-americans de la fabricació de bourbon, de vi de Xerès o de Porto que lliberen cadascú els seus aromes i dona whyskys molt diferents. El que als segles passats era una solució de pobresa, va adverar-se una riquesa. Avui botes usades de Xerès o de Porto són molt demanades, les més cares dels mercat. Les boten van ser netejades amb foc i fum, la quantitat de fum és un altre component aromàtic del producte acabat.
Aquest procés és el de fabricació del whisky d'una única malta i d'una única destil·leria, anomenats single malt. Els únics additius permesos són l'aigua, per a rebaixar la graduació, i el caramel, que només aporta color al producte. Molts whiskys més foscos no deuen el seu color a un envelliment més prolongat, sinó a una major quantitat de caramel.
Existeixen molts whiskys de mescla (blended), que es fabriquen amb una part de whisky de malta i una altra provinent de la destil·lació d'altres grans (generalment blat i blat de moro, entre altres). També abunden els de mescla de diversos whiskys de malta, denominats pure malt a seques, sense l'adjectiu single.
A Escòcia es fabriquen whiskys en totes les regions, encara que avui en dia la regió de Speyside és on hi ha la major concentració de destil·leries. Tot i que les distil·leries abundavan al país de Gal·les, una prohibició d'un moviment religios purità va fer tancar totes les instal·lacions immorals al segle xix. L'1 de març del 2004, el príncep Carles de Gal·les va inaugurar al poble de Penderyn la primera destil·leria després de més d'un segle.

## Química

### Visió general
Els whiskys i altres begudes destil·lades, com el conyac i el rom, són begudes complexes que contenen una àmplia gamma de sabors compostos, dels quals uns 200 a 300 es detecten fàcilment mitjançant anàlisi química. Les substàncies químiques aromatitzants inclouen compostos carbonílics, alcohols, àcids carboxílics i els seus èsterss, compostos que contenen nitrogen i sofre, tanins i altres polifenòlics, terpens i compost heterocíclics que contenen oxigen i èsters d'àcids grassos. Els compostos nitrogenats inclouen piridines, picolines i pirazines Els compostos de sofre inclouen tiofens i polisulfurs que semblen contribuir al caràcter torrat del whisky.

### Sabors del tractament de la malta
El distintiu sabor fumat que es troba en diversos tipus de whisky, especialment els escocesos, es deu a l'ús de fum de torba per tractar el malt.

### Sabors de la destil·lació
El sabor del whisky està parcialment determinat per la presència de congèneres i oli de fusel. Els olis de fusel són alcohols més alts que l'etanol, són lleugerament tòxics i tenen una olor i un gust forts i desagradables. Un excés d'olis de fusel al whisky es considera un defecte. En el procés de destil·lació s'utilitzen diversos mètodes per eliminar els olis de fusel no desitjats. Tradicionalment, els destil·ladors nord-americans es van centrar en la filtració secundària utilitzant carbó, grava, sorra o lli per eliminar els destil·lats no desitjats.
Els acetals es formen ràpidament en destil·lats i molts es troben en begudes destil·lades, el més destacat és l'acetaldehid dietil acetal (1,1-dietoxietà). Entre els whiskies, els nivells més alts s'associen amb el whisky de malta. Aquest acetal és un dels principals compostos aromàtics del xerès, i contribueix a la fruita a l'aroma.
La dicetona diacetil (2,3-butadiona) té una aroma de mantega i està present en gairebé totes les begudes destil·lades. Els whiskies i els conyacs en contenen normalment més que el vodka, però molt menys que roms o brandis.
Els polisulfurs i els tiofens entren al whisky a través del procés de destil·lació i contribueixen al seu sabor torrat.

### Sabors de roure

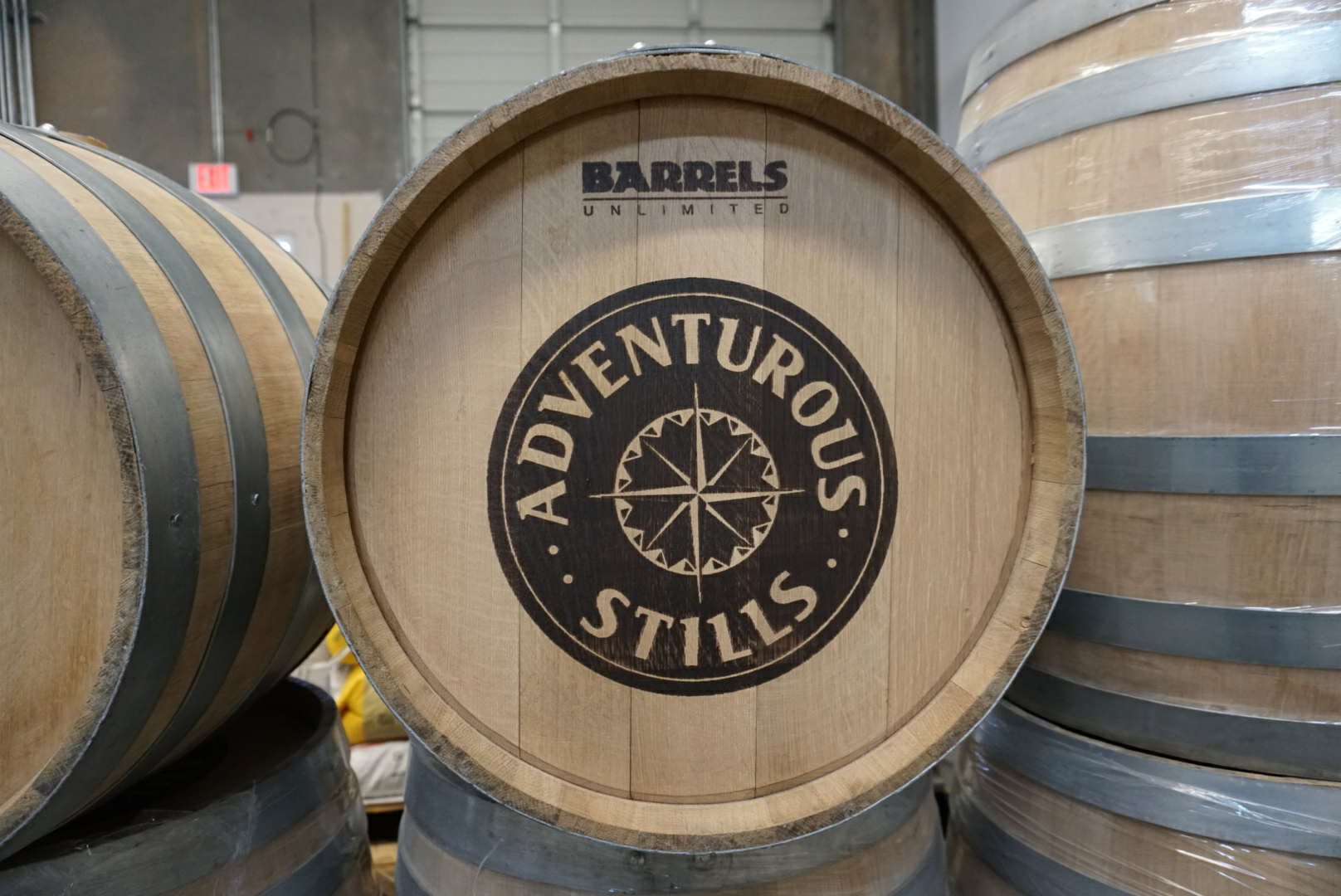
Un barril de roure carbonitzat utilitzat per envellir el whisky

El whisky que ha estat envellit en bótes de roure absorbeix substàncies de la fusta. Un d'aquests és el cis-3-metil-4-octanolid, conegut com a "lactona de whisky" o "lactona de quercus", un compost amb un fort aroma a coco.
Els roures carbonitzats comercialment són rics en compostos fenòlics. Un estudi va identificar 40 compostos fenòlics diferents. La cumarina escopoletina està present al whisky, amb el nivell més alt reportat al Bourbon whisky.
En un experiment, el whisky envellit 3 anys en òrbita a l'Estació Espacial Internacional es va provar i la mesura era significativament diferent dels subjectes de prova similars en gravetat a la Terra. En particular, els extractes de fusta estaven més presents a les mostres espacials

### Aromes i colorants a partir d'additius
Depenent de la normativa local, es poden afegir aromatitzants i compostos colorants addicionals al whisky. El whisky canadenc pot contenir caramel i aromes a més dels destil·lats. El whisky escocès pot contenir colorant de caramel, però sense cap altre additiu. L'addició d'aromes no està permesa en el whisky americà "directe", però sí en les mescles americanes.

### Filtració freda
El whisky sovint és "filtrat per fred": es refreda per precipitar els èsters d'àcids grassos i després es filtra per eliminar-los. La majoria dels whiskys s'embotellen d'aquesta manera, tret que s'especifiqui com a "sense filtrar" o "no filtrat". Això es fa principalment per motius estètics. Els whiskys no filtrats sovint es tornen tèrbols quan s'emmagatzemen a temperatures fresques o quan s'hi afegeix aigua freda, i això és perfectament normal.

## Països d'origen

### Escòcia
El whisky fet a Escòcia s'anomena simplement whisky dins d'Escòcia, mentre que en altres llocs [i a les regulacions de l'Scotch Whisky Association (SWA) que regeixen la seva producció s'anomena comunament whisky escocès, o simplement "Scotch" (sobretot a Amèrica del Nord).
Els whiskies escocesos són, en general, destil·lats dues vegades i fins i tot alguns fins a tres vegades. És un whisky destil·lat i envellit exclusivament a Escòcia i és el de més renom al món. Legalment, el que es coneix com a whisky escocès cal que sigui fet d'acord amb els estàndards de l'Orde del Whisky Escocès de 1990 (del Regne Unit), que clarifica una acta homònima de 1988 i estipula que el licor:
Així, el whisky ha de ser processat en una destil·leria escocesa amb aigua i ordi maltat, als quals s'hi poden afegir altres cereals, que hagin estat processats a la destil·leria per fer farina, convertits en substrat fermentable només per enzims endògens i ser fermentats només per l'acció de llevats. S'ha de destil·lar amb un grau de 94,8º d'alcohol per volum, de manera que conservi el sabor dels ingredients de l'elaboració. Ha d'envellir en bótes de roure a Escòcia no menys de 3 anys i no pot contenir altres substàncies afegides que no siguin aigua o caramel com a colorant. No poden ser embotellats amb menys de 40 graus d'alcohol per volum.

### Irlanda
Els irlandesos en diuen Whiskey amb e (com els nord-americans). És un whisky elaborat a base de ordi i es caracteritza per la seva triple destil·lació, que el fa suau, elegant i delicat. El consum del Whiskey irlandès es realitza majoritàriament dins del país de producció, exportant només un 25 % de les existències, encara que en aquests darrers anys han augmentat notablement aquestes exportacions.
El procediment d'elaboració és el següent: després de la selecció dels cereals, es du a terme la barreja pròpia de cada destil·leria, posteriorment es renten i remullen en aigua calenta per hidrolitzar els sucres (Procés en el qual es remullen per sotmetre'ls a la seva germinació, procés en què es transforma el midó dels cereals en sucres solubles), posteriorment s'assequen els grans per aturar la germinació. Aquest procés s'anomena maltejat i és fet per tal que els sucres es puguin processar.
Seguidament, es molen els grans, es fa un empastat que es renta 3 vegades amb aigua calenta, en aquest procés els sucres es dilueixen a l'aigua permetent tenir aigua amb alt contingut de sucres, posteriorment se li afegeix un llevat per poder fermentar el most. Durant la fermentació el líquid adquireix un percentatge alcohòlic lleu, aquest most es destil·la tres vegades, generalment en alambins de coure, aquests alambins aporten un sabor únic, la forma de l'alambí influeix de manera directa, generalment l'alambí o pot still és coneguda com l'eina ideal per produir whiskeys de qualitat artesanalment.
Finalment, l'alcohol de gra passa per un repòs en bótes de fusta de roure, aquí el destil·lat de gra adquireix caràcter, sabor, color, estructura i es converteix en un whiskey refinat. Alguns productors integren bótes que van tenir anteriorment bourbon, xerès, rom, porto i fins i tot el famós madeira. Aconseguint complexitat i un perfil completament diferent.
La beguda famosa que creen els Irlandesos deixa de ser il·legal a Escòcia l'any 1823, 215 anys després d'Irlanda. Sorgeix un impost que s'aplica el 1850 per la corona anglesa als productors de whisky d'ordi, això genera variacions a la recepta, amb la integració de blat de moro, blat o sègol. La creació dels blends al whiskey la converteix en una beguda espirituosa més complexa per la varietat de receptes que sorgeixen. Com el cas de Bushmills, que desenvolupa el seu Premium Blend anomenat BlackBush, amb una combinació de 80% ordi i 20% blat de moro. A més de ser destil·lat en alambí discontinu de coure, mantenint la seva aroma, sabor i qualitat sense igual.
Cap al 1870 s'inicia el boom i coneixement del whiskey en grans volums, això sorgeix gràcies a la plaga de «fil·loxera» que afecta les vinyes al llarg d'Europa, extingint algunes varietats de raïm i afectant produccions de conyac, vins i altre tipus de fortificats.

### Canadà
El whisky canadenc és normalment més suau i lleuger que altres estils de whisky. Una altra característica comuna és el seu ús de sègol maltejat, que proporciona més sabor i suavitat. Per llei, aquest whisky ha de ser produït al Canadà, i està fabricat amb blat de moro, sègol, i és destil·lat en alambins que permeten un gran control del producte. És envellit en barrils de roure després de ser diluït en aigua per reduir el grau alcohòlic, durant tres anys com a mínim, encara que normalment solen superar-los amb escreix i les botes han de ser de fusta i amb menys de 700 litres de capacitat.
Els termes Canadian Whisky, Canadian Rye Whisky i Rye Whisky són legalment indistingibles al Canadà i no denoten cap proporció particular de centè o un altre gra usat en la producció.
Aquest tipus de whisky és l'empleat en l'elaboració del còctel Manhattan.

### Estats Units
El whisky nord-americà ha de ser elaborat, segons la llei nacional, a base de blat de moro almenys en una concentració superior al 51 %, i generalment al 70 %, encara que algunes destil·leries arriben a utilitzar un 80-85% de blat de moro a la barreja. Altres ingredients afegits són típicament blat, sègol o ordi maltejats. Igual que el Whiskey Irlandès, s'afegeix la lletra «e» a la paraula whisky, al punt que només una destil·leria als Estats Units anomena whisky al seu Whiskey (Makers Mark). Els més comuns són:
- Bourbon whisky: Aquest Whiskey ha de tenir un mínim de 51 % de blat de moro i ser destil·lat i envellit a Kentucky perquè la denominació Bourbon aparegui a l'etiqueta. El bourbon, de totes maneres, pot ser elaborat de forma legal a qualsevol part del territori dels Estats Units i, per tant, la producció legal no està restringida a la zona o els voltants de Kentucky tot i que la beguda està molt associada a les comunitats destil·leries d'aquesta zona del país.
- Rye whiskey: ha de tenir un mínim de 51 % de centè.
- Corn whiskey: ha de tenir un mínim de 80 % de blat de moro.

Aquests tipus de whisky no han de ser destil·lats a més de 80 % d'alcohol per volum i han d'envellir en bótes noves de roure carbonitzades, excepte el corn whiskey que no ha de ser envellit, però de fer-se, s'han de fer servir bótes de roure noves o usades. L'envelliment del 'corn whiskey' sol ser d'alguns mesos. Si l'envelliment d'aquests tipus de whisky arriba als dos anys o més, al whisky li serà designada addicionalment el qualificatiu «straight», com ara «straight rye Whiskey». Els Whiskeys nord-americans barrejats combinen els straight whiskey' amb whiskeys no envellits, a més de sabors i colors.
No definit per la llei, però molt important al mercat és el Tennessee whiskey, sent Jack Daniel's la marca més coneguda. El mètode de destil·lació és idèntic al del bourbon en pràcticament tot, però la diferència més notable és que el Tennessee whiskey és filtrat a carbó d'Auró argentat, donant-li un sabor i aroma únics.

### Japó

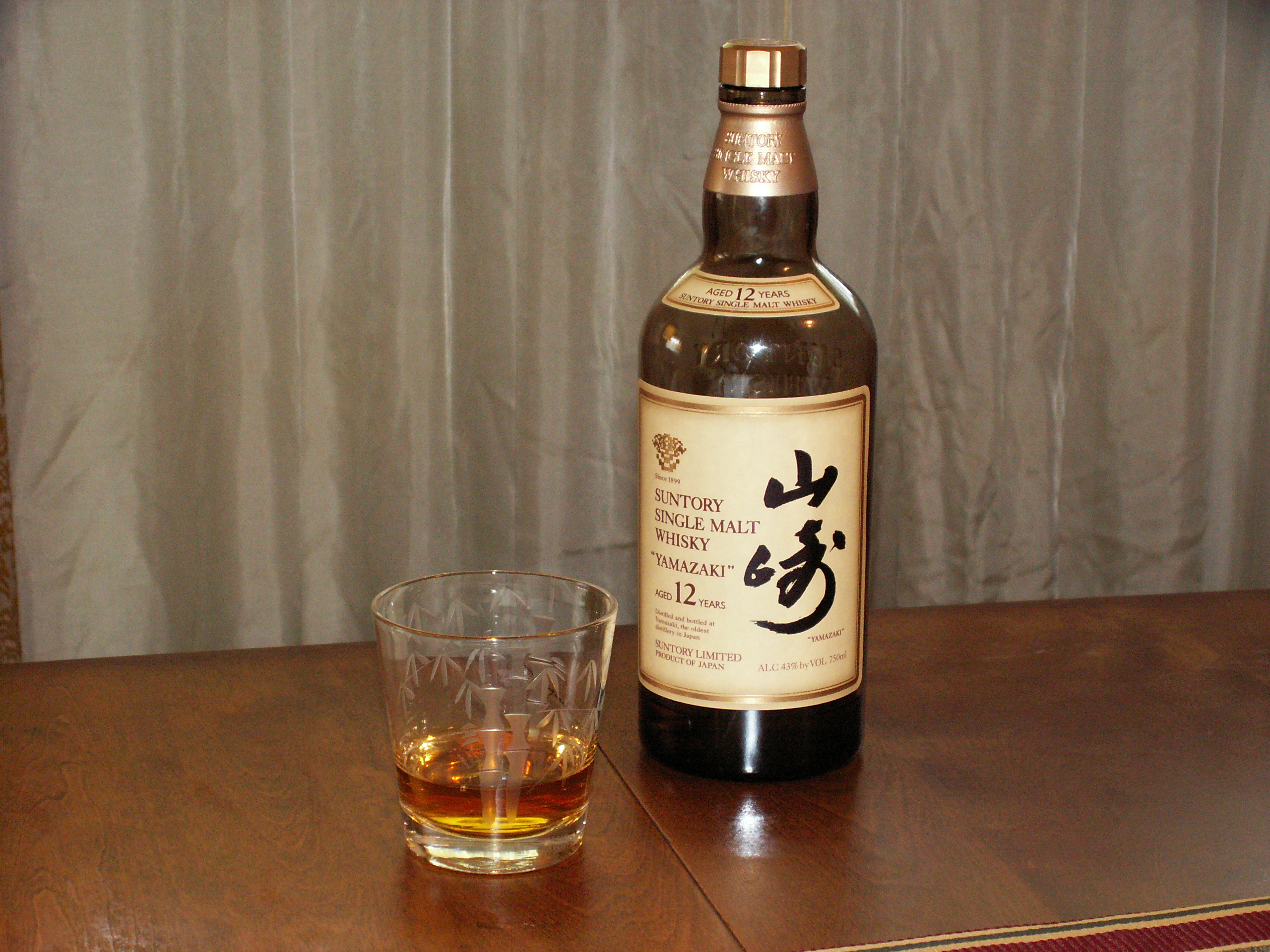
Un got i una ampolla de whisky de malt Suntory de 12 anys «Yamazaki»

El model del whisky japonès és el single malt escocès, encara que hi hagi exemples de whiskies japonesos barrejats (blended). El sistema de producció és pràcticament idèntic al dels escocesos: el whisky de malta és destil·lat dues vegades al pot still a partir d'una base d'ordi maltat, i el whisky de gra a coffey still. Cal destacar que gairebé el 15% del whisky de malt emprat pels japonesos és importat d'Escòcia. Actualment hi ha nou destil·leries al Japó.

### Índia
El whisky indi és una beguda alcohòlica etiquetada com a whisky a la Índia. La majoria del whisky indi és destil·lat de melasses fermentades, per la qual cosa és considerat una espècie de rom fora del subcontinent hindú. El 90% del whisky consumit a l'Índia procedeix de melasses, encara que el país hagi començat la destil·lació de whisky de malt i altres grans.

### Espanya
El whisky destil·lat a Espanya, malgrat tenir un considerable volum d'exportació a Sud-amèrica, no és gaire conegut internacionalment en comparació amb altres begudes espirituoses com el vi o el cava. A Espanya, el whisky de destil·lació nacional té un bon volum de vendes a causa del seu baix preu al consumidor en comparació amb altres whiskys d'importació, però no gaudeix de la mateixa popularitat d'aquests últims ni són considerats en línies generals whiskys de gran qualitat, sent, no obstant això, molt acceptats per a combinats i còctels, encara que recentment han començat a produir-se whiskys single malt de major qualitat.
Durant molt de temps, a Espanya només existia una destil·leria que durant un temps es va dedicar exclusivament a la producció de whisky ubicada al municipi segovià de Palazuelos de Eresma propietat de l'empresa Destil·leria i Criança del Whisky, S.A, des de la qual es destil·la i produeix whisky DYC, el whisky Blended espanyol amb més fama, amb capacitat de producció de fins a 20 milions de litres anuals, encara que amb el temps va absorbir una planta de destil·lació d'anís i després de l'absorció el 2004 pel grup Beam Suntory van dedicar part de la seva planta de destil·lació a ginebra de l'empresa matriu i embotellament de bourbon importat.
Avui dia, ha crescut el nombre de destil·leries a Espanya productores de whisky. Especialment petites destil·leries artesanals com destil·leries Liber a Granada, Basque Moonshiners, SackMan, Siderit.
Històricament, a principis del segle xx, l'empresa Bodegas José del Soto destil·lava el primer whisky documentat produït a Espanya, però va cessar la seva producció després de la guerra civil.

### Gal·les
Tot i que la destil·lació de whisky a Gal·les va començar a l'edat mitjana, no hi havia destil·leries operades comercialment durant el segle xx. Va haver-hi un declivi de la producció comercial de licor durant el segle XIX i el 1894 la producció de whisky gal·lès va cessar. El renaixement del whisky gal·lès va començar a la dècada de 1990. Inicialment, un whisky de malta "Prince of Wales" es venia com a whisky gal·lès, però simplement es barrejava escocès embotellat a Gal·les. Una demanda dels destil·ladors escocesos va posar fi a aquesta empresa. L'any 2000, Penderyn Distillery va començar la producció del seu propi whisky. Les primeres ampolles es van posar a la venda l'1 de març de 2004, Dia de Sant David, i ara es ven a tot el món. La destil·leria Penderyn es troba al Parc nacional de Brecon Beacons i es considera la destil·leria més petita del món.